# كليم كورتيس
كليم كورتيس (بالإنجليزية: Clem Curtis)‏ هو مغني بريطاني، ولد في 28 نوفمبر 1940 في ترينيداد في ترينيداد وتوباغو، وتوفي في 27 مارس 2017.

## وصلات خارجية
- كليم كورتيس على موقع IMDb (الإنجليزية)
- كليم كورتيس على موقع ميوزك برينز (الإنجليزية)
- كليم كورتيس على موقع ديسكوغز (الإنجليزية)